# Vörösvállú trupiál
A vörösvállú trupiál (Icterus cayanensis) a madarak osztályának verébalakúak (Passeriformes) rendjébe, azon belül a csirögefélék (Icteridae) családjába tartozó faj.
Magyar neve forrással nincs megerősítve.

## Rendszerezése
A fajt Carl von Linné svéd természettudós írta le 1766-ban, eredetileg a sárgarigófélék (Oriolidae) családjába tartozó Oriolus nembe Oriolus cayanensis néven, innen helyezték jelenlegi helyére.

## Alfajai
- Icterus cayanensis cayanensis (Linnaeus, 1766)
- Icterus cayanensis chrysocephalus (Linnaeus, 1766)
- Icterus cayanensis periporphyrus (Bonaparte, 1850)
- Icterus cayanensis pyrrhopterus (Vieillot, 1819)[2] vagy Icterus pyrrhopterus[1]
- Icterus cayanensis tibialis Swainson, 1838
- Icterus cayanensis valenciobuenoi H. Ihering, 1902[2]

## Előfordulása
Dél-Amerikában, Bolívia, Brazília, Francia Guyana, Guyana, Peru és Suriname területén honos. Természetes élőhelyeii a szubtrópusi és trópusi síkvidéki esőerdők és mocsári erdők. Állandó, nem vonuló faj.

## Megjelenése
Átlagos testhossza 22 centiméter, átlagos testtömege a hímé 46 gramm, a tojóé 42 gramm.

## Életmódja
Ízeltlábúakkal, gyümölcsökkel és nektárral táplálkozik.

## Természetvédelmi helyzete
Az elterjedési területe rendkívül nagy, egyedszáma pedig stabil. A Természetvédelmi Világszövetség Vörös listáján nem fenyegetett fajként szerepel.